# Abinádi
Abinádi (160 a.C. e 148 a.C.) é um personagem do Livro de Mórmon, um profeta nefita.
Segundo o relato do Livro de Mórmon, Abinádi foi chamado por Deus para pregar arrependimento ao povo nefita decaído. Por causa de sua pregação foi muito perseguido, passando algum tempo usando cavernas como esconderijo ou disfarçando-se.
Foi preso, e sua missão culminou com uma veemente defesa das suas crenças e chamando ao arrependimento a iníqua corte do rei Noé, e seus sumo-sacerdotes, denunciando a devassidão e idolatria do povo. Entre suas palavras, citou os Dez Mandamentos e a Lei Mosaica, profecias de Isaías e ele mesmo profetizou a vinda de um Messias. Durante a pregação foi protegido pelo poder divino, mas ao terminar sua mensagem foi condenado a morte por fogo e executado.
Enquanto flagelado pelo fogo profetizou igual morte ao rei e a muitos de seus sacerdotes.
Alma, um dos sacerdotes, creu em suas palavras e arrependeu-se. Estabeleceu uma congregação de messiânicos (chamada Igreja) e realizou batismos.